# Duncan Mackay
Duncan Mackay (1950) is een Brits componist en toetsenist. Hij staat niet bekend als leider van een bepaalde muziekgroep, maar heeft in talloze bands (mee)gespeeld.
Zijn muzikale loopbaan begon op jonge leeftijd, toen hij al viool speelde en op elfjarige leeftijd een wedstrijd won. Hij kreeg toen een beurs om muziek te leren aan de Shrewsbury Public School. In 1967 haalde hij er diplomas en muziek, maar ook in viool spelen. Zijn eerste ensemble is de Sérgio Mendes Band bij wie hij zich in 1970 aansloot. Zij toeren uitgebreid en zo komt Mackay onder meer terecht in Zuid-Afrika, waar hij zijn eerste soloalbum opnam, Chimera. Mackay bleef in Johannesburg plakken en start een zaak in progressieve rock, inmiddels zichzelf verdiepend in het bespelen van de (toen) nieuwe synthesizers. Zijn spel viel in 1973 op bij personeel van Phonogram Records en hem wordt gevraagd mee te spelen in bands van Ginger Baker en Gary Moore, waarna hij belandde in Colosseum II van Jon Hiseman. Die laatste band gaat snel ter ziele en Mackay schoof door naar Cockney Rebel van Steve Harley. Hij is de toetsenist van de wereldhit Make Me Smile (Come Up and See Me). Er volgde een tweede soloalbum.
Dit werk maakte hem aantrekkelijk om in te schakelen als studiomuzikant, met name in de Abbey Road Studio. Hij speelde zodoende mee op albums van Kate Bush (bijvoorbeeld ook op de wereldhit Wuthering Heights) en het Alan Parsons Project. Hij maakte even deel uit van de bands Camel (album Nude) en Budgie. Hij scheen een neus te hebben voor bands met hit. De volgende was Dreadlock Holiday van 10cc van het muziekalbum Bloody Tourists in 1979. Hij werkte vervolgens met Eric Stewart van die band aan de soundtrack van Girls. Ook 10cc viel uiteen en Mackay ging verder als begeleider en componist voor Elkie Brooks (3 albums).
In 1990 keerde hij (gedeeltelijk) terug naar de klassieke muziek; met Richard Hill componeerde hij een symfonie voor synthesizer en symfonieorkest. Vervolgens trad hij toe tot de band van Neil Lockwood (later de zanger van ELO 2). In 1993 volgde een terugkeer naar Zuid-Afrika, alwaar hij samen ging spelen met Greg McEwen. Ondertussen schreef hij muziek voor de dertiendelige televisieserie The Syndicate (ZA). In 2003 volgde het eerste album van Reunion (band met McEwen). 

## Discografie
- 1974: Chimera
- 1975: Score
- 1978: Visa
- 1990: A picture of sound
- 2003: Reunion: The first time

## Fluance
In 2020 bracht de muziekgroep Fluance het album Lunacy uit, waarbij de muziek sterk leunde op die van Pink Floyd uit de beginjaren zeventig. Een hele ris musici werkte mee aan dat album, waaronder Marty Prior (van Cockney Rebel) en Barry James Thomas (Sad Café). Tracks (muziek en teksten van Philip en Jane Lane) : 1:Lunacy (4:54, 2: Deprivation (7:26), 3: It doesn’t matter (3;50), 4: Hanging out (5:13), 5: Just call (5:46), 6: Greatest friend (5:48), 7: Then, you remember (5:03), 8: You are not alone (5:59), 9: Try not to drown (6:04).
Graham Gouldman · Eric Stewart · Kevin Godley · Lol Creme

Paul Burgess · Rick Fenn · Stuart Tosh · Duncan Mackay · Tony O'Malley
- MusicBrainz: d694be14-ee6e-4a1b-966e-ff9db23cbb5c
- Virtual International Authority File: 2281154260600024480002